# Zygmunt Krumholz
Zygmunt Krumholz (1 maart 1903 – 1941) was een Pools voetballer. In 1941 werd hij in een joods getto in Oost-Polen om het leven gebracht.

## Interlandcarrière

### Polen
Krumholz speelde 1 wedstrijd voor het Pools voetbalelftal, dit was op 14 mei 1922 in een wedstrijd tegen Hongarije.
| Interlands van Zygmunt Krumholz | Interlands van Zygmunt Krumholz | Interlands van Zygmunt Krumholz | Interlands van Zygmunt Krumholz | Interlands van Zygmunt Krumholz | Interlands van Zygmunt Krumholz |
| №                               | Datum                           | Wedstrijd                       | Uitslag                         | Soort Wedstrijd                 | Doelpunten                      |
| Als speler bij Jutrzenka Kraków | Als speler bij Jutrzenka Kraków | Als speler bij Jutrzenka Kraków | Als speler bij Jutrzenka Kraków | Als speler bij Jutrzenka Kraków | Als speler bij Jutrzenka Kraków |
| ------------------------------- | ------------------------------- | ------------------------------- | ------------------------------- | ------------------------------- | ------------------------------- |
| 1.                              | 14-5-1922                       | Polen - Hongarije               | 0-3                             | Vriendschappelijk               | 0                               |